# ムラサキサギ
ムラサキサギ（紫鷺、Ardea purpurea）は、ペリカン目サギ科アオサギ属に分類される鳥類。

## 分布
アフリカ大陸、ユーラシア大陸、インドネシア西部、シンガポール、スリランカ、日本、マダガスカル
夏季にユーラシア大陸西部、中華人民共和国北東部などで繁殖し、冬季になるとアフリカ大陸などへ南下し越冬する。ユーラシア大陸南部、マダガスカルなどでは周年生息する。日本では、亜種ムラサキサギが八重山列島に周年生息する（留鳥）が少ない。西表島、石垣島で繁殖記録がある他、2003年には池間島の池間湿原で繁殖が記録された。また、中華人民共和国北東部などで繁殖すると考えられるものが、春・秋の渡りの時期に、主に西日本で見られることがある。

## 形態
全長78-90cm。翼開張120-170cm。体重0.5-1.2kg。頭頂から後頭は黒い羽毛で被われ、後頭の羽毛2枚が伸長（冠羽）する。顔や頸部、胸部は褐色の羽毛で被われ、顔から頸部にかけて黒い筋模様が入る。頸部上面や胴体上面は灰黒色の羽毛で被われる。また青みがかった灰色や赤褐色の長い羽毛が混じり、紫みを帯びる。体側面や脛は紫がかった赤褐色の羽毛で被われる。種小名purpureaは「紫の」の意で、和名や英名と同義。腹部や尾羽基部下面（下尾筒）は黒い羽毛で被われる。雨覆の色彩は灰褐色で、初列雨覆や風切羽上面の色彩は灰黒色。
嘴は細長い。嘴の色彩は黄褐色で、上嘴は黒い。後肢はやや短い。後肢の色彩は黄褐色で、趾上面は黒い。
卵は長径約5.7cm、短径約4.1cm。幼鳥は全身が黄褐色や赤褐色の羽毛で覆われる。後頭に冠羽が伸長せず、顔から頸部にかけて入る筋模様が不明瞭。

## 分類
3亜種に分かれる。
- Ardea purpurea purpurea　Linnaeus, 1766 -
- Ardea purpurea madagascariensis
- Ardea purpurea manilensis　ムラサキサギ

## 生態
河川、池沼、湿原、干潟、マングローブ林、水田などに生息する。群れは形成せず、単独で生活する。薄明薄暮性。
食性は動物食で、魚類、両生類、小型爬虫類、小型鳥類、小型哺乳類、軟体動物、甲殻類、クモ、昆虫などを食べる。
繁殖形態は卵生。単独で営巣することも、同科他種も含めた集団繁殖地（コロニー）を形成する事もある。水辺や湿地のアシ原や地上にヨシなどを積み上げた塚状の巣を雌雄共同で作る（樹上に営巣した例もある）。台湾では4月に1個ずつ2-3日の間隔を空けて計2-5個の卵を産む。翌年の繁殖時には、同じ巣を使わない。雌雄交代で抱卵（メスが抱卵する事が多い）し、抱卵期間は24-30日。育雛は雌雄共同で行う。雛は孵化してから45-55日で巣立つ。生後1年で性成熟する。

## 画像

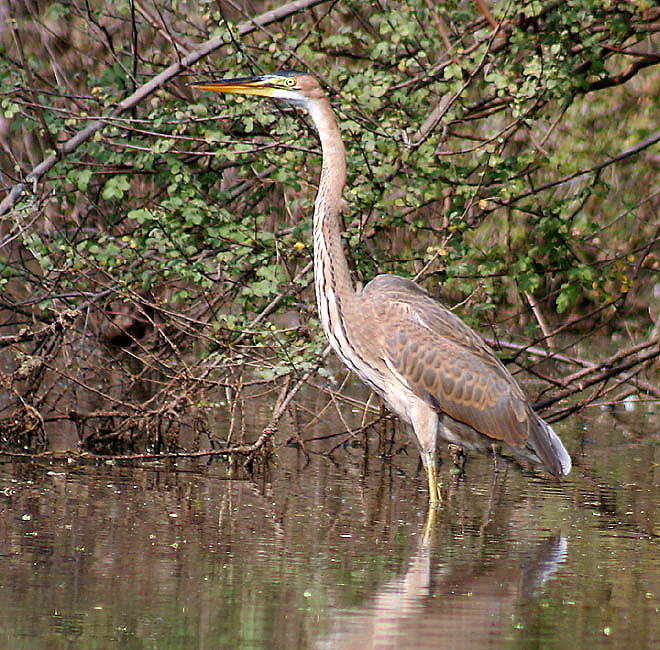
幼鳥
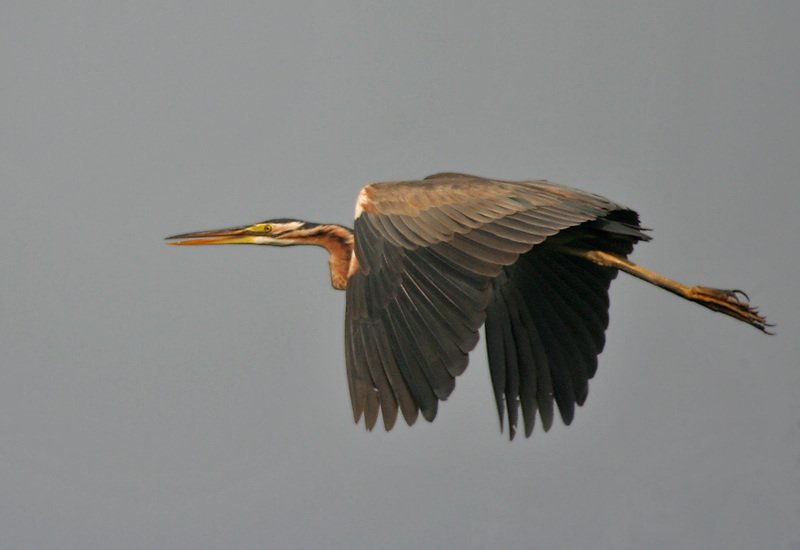
飛翔する本種
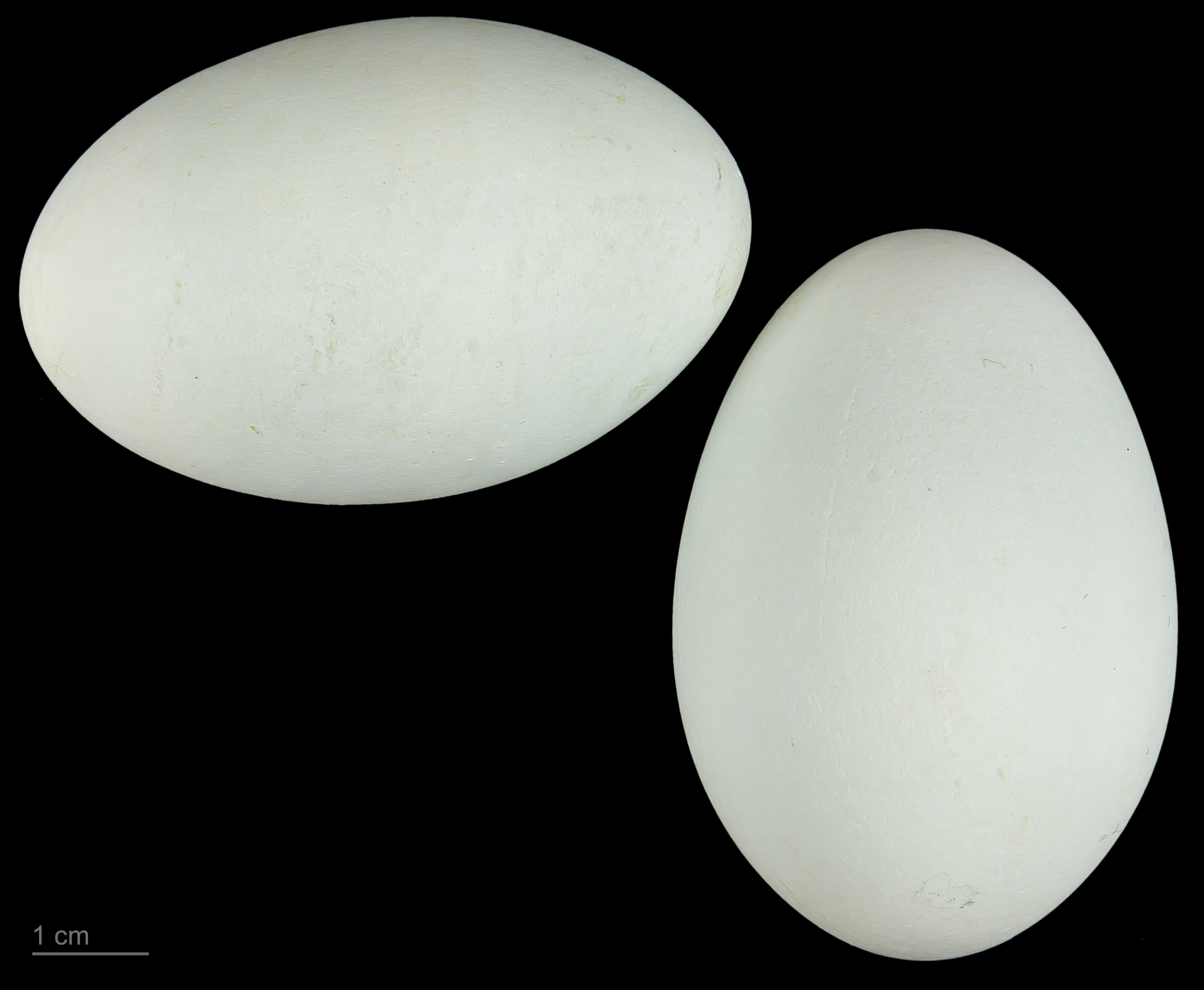
Museum specimen